# Marius Schneider
Marius Schneider (1903-1982) fue un musicólogo alemán.

## Biografía
En 1944 y en plena II Guerra Mundial, llega a España y es nombrado director de la Sección de folclore del Instituto Español de Musicología, con sede en Barcelona y dirigido por Higinio Anglés. Bajo su dirección, los colaboradores de esta sección iniciaron una recogida de canciones tradicionales por toda la península que hacia 1960 arrojaría la cantidad de 10.000 documentos.

## Obra
Sus obras destacan por su original enfoque basado en intuiciones antropológicas y cimentado sobre profundos conocimientos de simbología y mitología antiguas. Su obra fundamental es El origen musical de los animales-símbolos en la mitología y la escultura antiguas, donde propone un sistema de correspondencias simbólicas basado en la sinestesia y el pensamiento analógico que puede resultar revelador para los estudios estéticos. Elémire Zolla definió esta obra como "la única completamente iniciática del siglo XX". Schneider fue maestro de Juan Eduardo Cirlot.